# Caravonica
Caravonica là một đô thị ở tỉnh Imperia trong vùng Liguria, tọa lạc khoảng 90 km về phía tây nam của Genova và khoảng 12 km về phía tây bắc của Imperia. Tại thời điểm ngày 31 tháng 12 năm 2004, đô thị này có dân số 301 người và diện tích là 4,9 km².
Caravonica giáp các đô thị sau: Borgomaro, Cesio, Chiusanico, và Pieve di Teco.